# Słomniki Miasto
Słomniki Miasto – przystanek kolejowy w Słomnikach, w województwie małopolskim, w Polsce. Na przystanku zatrzymują się pociągi osobowe do Kielc, Ostrowca Świętokrzyskiego, Sędziszowa i Krakowa. W 2007 roku wyremontowano peron numer 1, a w 2014 roku peron 2.

## Ruch pasażerski[1]
| Rok  | Wymiana pasażerska na dobę |
| ---- | -------------------------- |
| 2017 | 200-299                    |
| 2018 | 200-299                    |
| 2019 | 200-299                    |
| 2020 | 150-199                    |
| 2021 | 150-199                    |
| 2022 | 200-299                    |
| 2023 | 200-299                    |